# 1988年佐田岬半島米軍ヘリ墜落事故
1988年佐田岬半島米軍ヘリ墜落事故（1988ねんさだみさきはんとうべいぐんへりついらくじこ）は、1988年6月25日土曜日午前10:20頃、岩国基地発普天間基地行のアメリカ海兵隊所属のCH-53が、愛媛県の佐田岬半島に墜落した航空事故である。
墜落地点は、同半島に位置する伊方発電所から直線距離で800mほどであった。また、事故現場には土地所有者である地元の農民はおろか、報道陣や国会議員をも「日米安保条約の地位協定による日米合同委員会の合意事項による」との理由で立ち入りを禁止された。

## 概要
1988年6月25日午前、岩国基地を飛び立ったヘリは、濃霧の中訓練を続行し、佐田岬半島に墜落。タスティン航空基地所属だった乗員7人全員が死亡した。濃霧の原子力発電所周辺を飛行したのは、訓練の目標物であった可能性が高いためとされる。
愛媛県と伊方町は、日本国および在日米軍に「原発上空の飛行禁止」を要請した。